# James IV của Scotland
James IV (17 tháng 3 năm 1473 - 9 tháng 9 năm 1513), là vua của Scotland từ ngày 11 tháng 6 năm 1488 đến khi qua đời vào ngày 9 tháng 9 năm 1513. Ông được xem là vị vua thành công nhất của vương triều Stewart, nhưng triều đại của ông lại kết thúc với sự thảm bại của quân đội Scotland trong trận Flodden trước quân đội Anh; và James trở thành vị vua cuối cùng ở Scotland nói riêng và toàn bộ đảo Anh nói chung, chết trận trên chiến trường.

## Thân thế và cuộc sống ban đầu
James IV là con trai của vua James III với phu nhân Margaret của Đan Mạch, có lẽ là ông chào đời tại lâu đài Stirling. Ngay khi sinh ra, James đã nghiễm nhiên là người kế vị ngai vàng ở Scotland, và được phong là Công tước Rothesay. Năm 1474, cha ông sắp đặt hôn thú cho ông với công chúa Cecily của nước Anh.
Cha của James IV, đức vua James III là một vị ít được biết đến và và phải đối mặt với hai cuộc nổi loạn lớn trong thời gian cai trị. Cuộc đàm phán hôn nhân và tiền hồi môn dẫn đến cuộc xâm lược Scotland của nước Anh và vụ bắt giữ Berwick được thực hiện bởi người chú của nhà vua, Alexander, Công tước xứ Albany và Richard, Công tước xứ Gloucester trong lúc đó James vẫn ở Stirling. Quân đội của James III nổi dậy chống lại đức vua và quân Anh cũng tiến đến đánh Edinburgh.
Năm 1488, các quý tộc Scotland lại tiến hành nổi loạn và lập James, năm đó mới 15 tuổi làm vua, chống lại vua James III. Ngày 11 tháng 6 cùng năm, nhà vua James III bị giết trong trận Sauchieburn, và đến ngày 24 tháng 6, James cử hành lễ gia miện tại Scone. Khi trưởng thành hơn, ông nhận ra vai trò gián tiếp mà mình trong cái chết của phụ vương, vì thế đã quyết định tự trừng phạt mình bằng cách mặc một dây xích sắt ngang hông, và thường cầu nguyện, sám hối vào mỗi mùa chay.

## Trị vì

### Chính trị
James sớm chứng tỏ mình là một nhà cai trị khôn ngoan và hiệu quả. Quân đội của ông đã đánh bại cuộc nổi loạn vào năm 1489, quyền lợi trực tiếp trong thi hành công lý và cuối cùng đã buộc chúa đảo phải phục tùng vào năm 1493. Trong một thời gian, ông ủng hộ Perkin Warbeck, người tranh giành ngai vàng nước Anh với vua vua Henry VII, và đã tiến hành một cuộc xâm lược trong thời gian ngắn vào Anh quốc trong tháng 9 năm 1496. Sau đó, vào tháng 8 năm 1497, James vây hãm lâu đài Norham, trong chiến tranh từng sử dụng những vũ khí từ thời James II như Bombard Mons Meg.
James thừa nhận rằng hòa bình giữa Scotland và Anh là vì lợi ích của cả hai quốc gia, và thiết lập quan hệ ngoại giao tốt đẹp với nước Anh, lúc đó vừa khôi phục sau chiến tranh Hoa Hồng. Đầu tiên, ông đã phê chuẩn Hiệp ước Ayton vào tháng 2 năm 1498. Sau đó, vào năm 1502, James đã ký Hiệp ước hòa bình vĩnh viễn với Henry VII. Ông cũng duy trì quan hệ ngoại giao với người Pháp. Lúc đó có những tin đồn rằng James sẽ tăng thời hạn liên minh Auld, vào tháng 4 năm 1508 Thomas Wolsey được triều đình Anh cử đi sứ để bàn bạc. Wolsey nhận thấy "không bao giờ có một người tồi chào đón thành Scotland hơn tôi,... họ giữ rất kĩ những bí mật của họ, cho đến những người đàn bà trong thành đều biết mọi nguyên nhân mà tôi tới."
James nhận thấy được tầm quan trọng trong việc xây dựng một hạm đội thủy quân có thể đảm bảo cho sự thống trị của người Scots trên biển. James thành lập hai xưởng đóng tàu mới cho mục đích này và thu được tổng cộng 38 tàu cho Hải quân Hoàng gia Scotland, bao gồm cả Margaret, và carrack Michael hoặc Great Michael. Sau này, một con tàu được xây dựng với chi phí rất lớn ở Newhaven và ra mắt vào năm 1511, dài 240 feet (73 m), cân nặng 1.000 tấn, tại thời điểm đó là con tàu lớn nhất trên thế giới.

### Văn hóa

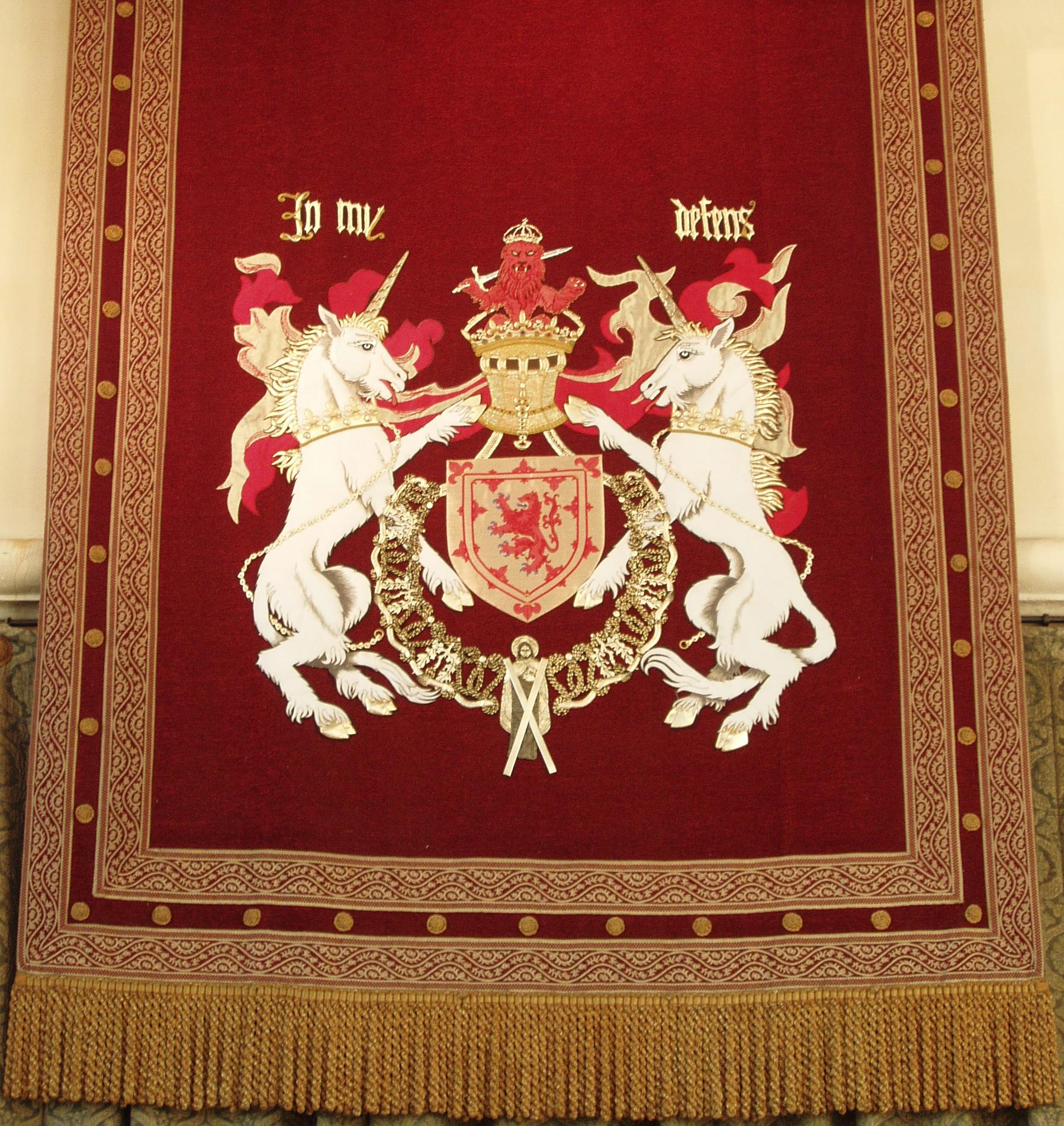
Huy hiệu của James IV

James IV là một vị vua ủng hộ phong trào Phục Hưng, và quan tâm đến vấn đề thực tiễn và khoa học. Ông đã công nhận sự hợp nhất của bác sĩ phẫu thuật và thợ cắt tóc của Edinburgh (sau này là Trường Cao đẳng phẫu thuật của Edinburgh). Trong một đạo luật được ban hành vào năm 1506, lâu đài Edinburgh trở thành một trong những xưởng đúc súng, và tờ báo in đầu tin ở Scotland được hoàn thành năm 1507. Ông còn cho xây dựng một phần cung điện Falkland, Great Halls tại Stirling và Edinburgh, với trang bị nội thất cung điện của mình bằng những tấm thảm. James là một người bảo trợ cho nghệ thuật. Các nhân vật liên quan đến triều đình của ông bao gồm William Dunbar, Walter Kennedy và Gavin Douglas, người thực hiện bản dịch hoàn chỉnh đầu tiên của Virgil Aeneid ở Bắc Âu. Triều đại của ông cũng chứng kiến sự ra đi của Makar Robert Henryson.
James IV là vị vua có học thức và thông thạo nhiều thứ tiếng. Trong tháng 7 năm 1498 sứ giả từ Tây Ban Nha Pedro de Ayala gửi bản tấu cho nhà vua Tây Ban Nha Ferdinand và nữ hoàng Isabella rằng về James rằng:
Nhà vua trạc chừng 25 tuổi. Ông là người có vóc dáng cao quý, không cao cũng không ngắn, và đẹp trai trong da và hình dạng như một người đàn ông có thể đạt được. Tính cách của ông ta rất dễ chịu. Ông ta có thể nói các ngôn ngữ nước ngoài sau đây; trong đó có tiếng Latin rất tốt; ngoài ra còn có tiếng Pháp, Đức, Flemish, tiếng Ý, và Tây Ban Nha. Ông ấy thích thú khi nhận quốc thư. Riêng của mình bằng ngôn ngữ Scotland là như khác với tiếng Anh như Aragon từ Castilian. Đức vua còn nói được ngôn ngữ của những giống người man rợ, những người sống trong một vài nơi tại Scotland và trên các đảo. Nó là như nhau từ Scots như Biscayan là từ Castilian. Kiến thức của ông về ngôn ngữ là tuyệt vời. Ông cũng được đọc Kinh Thánh và trong một số sách đạo đức khác. Ông là một nhà sử học tốt. Ông đã đọc nhiều sách lịch sử Latin và tiếng Pháp, hình như ông ta có một trí nhớ rất tốt. Ông không bao giờ cắt tóc hoặc cạo râu...
James IV là vua cuối cùng của Scotland được biết đến đã nói tiếng Xen-tơ. James là một trong những nhà cầm quyền thông báo đã tiến hành một thí nghiệm ngôn ngữ thiếu thốn, gửi hai đứa con được nuôi dưỡng bởi một người phụ nữ câm một mình trên đảo Inchkeith, để xác định nếu ngôn ngữ là do học được hay bẩm sinh. Tại lâu đài Stirling, James tổ chức một phân xưởng giả kim với một lò lửa của tinh hoa. Dự án số lượng hao phí của bạc, hóa chất chì vàng và thiếc. Người ta cho rằng một trong những nhà giả kim thuật của John Damian đã cố gắng để bay từ lâu đài Stirling.

### Chính sách đối với vùng cao và hải đảo

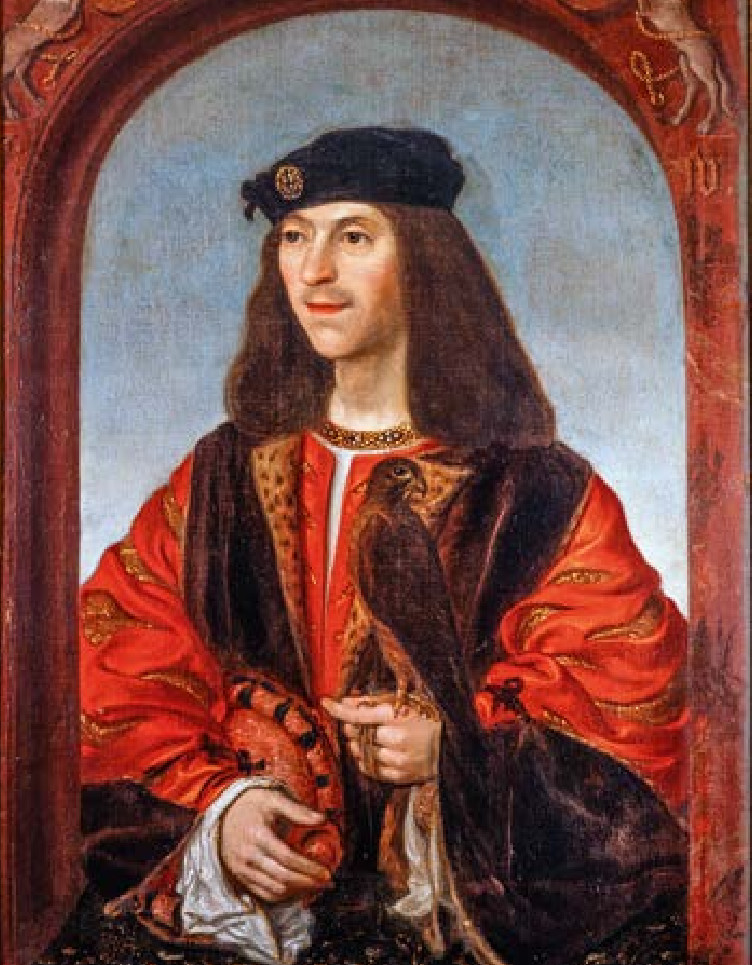
Tranh vẽ đức vua của Daniël Mijtens

Vào tháng 5 năm 1493, chúa đảo John MacDonald, đã bị Nghị viện Scotland tuyên bố phế bỏ. Vua James một mình đi thuyền tới lâu đào Dunstaffnage, nơi mà các quý tộc ở miền tây báo cáo tình hình trong lãnh địa với ông. John chấp nhận đầu hàng và đã được hưởng trợ cấp hậu hĩnh từ triều đình, sau đó sống ở Paisley Abbey. Các quần đảo và vùng núi đều nằm trong tầm kiểm soát của hoàng gia. Cháu trai của John Domhnall Dubh (Donald Owre), một trong những người tranh chấp có thể để quyền thống trị được bình an, nhưng người kia, cháu trai của ông ta, Alexander MacDonald của Lochalsh xâm chiếm Ross và sau đó bị giết chết trên đảo Oronsay trong 1497.
Tháng 10 năm 1496, hoàng gia ra lệnh rằng Chiefs Clan trong khu vực phải chịu trách nhiệm pháp lý trước mặt nhà vua cho tội ác trên đảo. Hành động này cho việc quản trị của khu vực có vẻ như không khả thi, và sau khi Đạo luật thu hồi năm 1498 làm suy yếu quyền lực của các lãnh chúa ở những vùng đất của họ, một phong trào chống Edinburghnooir lên. James đợi ở lâu đài Kilkerran Castle ở Campbeltown Loch cấp lại điều lệ của lãnh chúa vào mùa hè năm 1498. Rất ít các lãnh chúa được củng cố. Lúc đầu, Archibald Campbell, 2 Earl của Argyll, được thiết lập để lấp đầy khoảng trống quyền lực và thực thi các quyền của hoàng gia, nhưng ông đã gặp những thành công trong cuộc chiến đấu với anh rể là Torquil MacLeod của Lewis. Torquil được lệnh bàn giao Donald Dubh, người thừa kế của lãnh địa của quần đảo, để James IV tại Inverness trong 1501. James đợi, nhưng Torquil không bao giờ đến.
Sau khi thách thức này, Alexander Gordon, 3rd Earl của Huntly, đã được cấp đất của Torquil. Ông lập ra một đội quân ở Lochaber và cũng loại bỏ những người chủ đất trong vùng, thay thế bởi những người ủng hộ của ông. Sau cuộc họp quốc hội năm 1504, một hạm đội thủy quân hoàng gia đi thuyền về phía bắc từ Ayr để tấn công lâu đài của Cairn-na-Burgh, phía tây Mull. Maclean của Duart có Donald Dubh để cố thủ. Khi quân đội đổ bộ và bao vây đã được làm chậm, James gửi một người xạ thủ trong tàu của Robert Barton và sau đó là Earl Arran với nhiều quy định và pháo binh hơn. Cairn-na-Burgh đã bị bắt vào tháng 6 năm 1504 nhưng Donald Dubh vẫn trốn thoát. Tháng 9 năm 1507, Torquil MacLeod đã bị bao vây ở Stornoway Castle Lewis. Donald Dubh đã bị bắt và bị giam giữ trong nhà tù cho đến chết, còn Torquil MacLeod phải sống lưu vong rồi chết năm 1511.

### Chiến tranh và qua đời
Khi chiến tranh nổ ra giữa Anh và Pháp như là một kết quả của các cuộc chiến tranh Ý, James thấy mình trong một tình thế khó khăn khi Scotland đã ký hiệp ước liên kết với cả Pháp và Anh. Henry VIII của nước Anh xâm lược Pháp, và James đã phản ứng bằng cách tuyên chiến với nước Anh. Giáo hoàng Leo X đã gửi một bức thư cho James đe dọa ông và chỉ trích việc phá hủy hiệp ước hòa bình với người Anh; đó là vào ngày 28 tháng 6 năm 1513. Ngay sau đó James đã trục xuất Hồng y Christopher Bainbridge. James triệu tập các thủy thủ và gửi hải quân Scotland, bao gồm Great Michael hội với các tàu của Louis XII của Pháp. Do hy vọng sẽ tận dụng lợi thế bởi của sự vắng mặt của Henry tại cuộc bao vây của thérouanne, ông dẫn đầu một đội quân xâm lược phía nam thành Northumbria, và bị giết trong trận đánh đó, với nhiều quý tộc và những người lính đi theo, tại trận Flodden ngày 9 Tháng 9 1513.
Có hai nguồn kể lại trận đánh bằng tiếng Anh và Scots đều nhấn mạnh quyết tâm của nhà vua khi chiến đấu. Trong một tài liệu khác đề cao James, Pedro de Ayala nhận xét về khả năng của James là một chỉ huy quân sự, miêu tả ông như một người lỗ mãng và không hề sợ hãi trên chiến trường;
Ông thật dũng cảm, thậm chí còn nhiều hơn so với một vị vua nên có. Tôi là nhân chứng tốt cho điều này. Tôi đã thấy ông thường xuyên đương đầu với những điều nguy hiểm nhất trong cuộc chiến cuối cùng. Trong những dịp như vậy ông ta không cần đến sự chăm sóc bản thân mình theo cách tốt nhất. Ông không phải là một người chỉ huy giỏi, bởi vì ông bắt đầu chiến đấu trước khi ra lệnh. Ông nói với tôi rằng đối tượng phục vụ của mình anh ta là người và hàng hoá của mình, chỉ trong các cuộc tranh cãi và bất công, chính xác như anh thích, và do đó ông không nghĩ rằng việc phát động một cuộc chiến mà chính mình không phải là người đầu tiên gặp nguy hiểm là đúng. Hành động của mình là tốt như lời nói của mình..
Cơ thể của James được chắp vá lại và được đưa về London để chôn cất. James đã bị giáo hội phạt vạ tuyệt thông, và mặc dù Henry VIII đã thu được một bức thư từ Đức Giáo hoàng vào ngày 29 Tháng 11 năm 1513 với nội dung yêu cẩu chôn cất di hài ông trong đất thánh hiến tại St. Pauls, xác ông được ướp và nằm chôn cất trong nhiều năm tại Sheen Priory ở Surrey. Di thể đã bị mất sau khi cách mạng Anh, cùng với đó các tu viện cũng bị phá hủy. John Stow tuyên bố đã nhìn thấy nó, và cho biết đầu của nhà vua (với mái tóc đỏ) đã bị lau sạch bởi người thợ nghề làm kính và cuối cùng bị chôn vùi tại đường phố St Michael Wood. Các nhà thờ sau đó đã bị phá bỏ và xây dựng lại nhiều lần; nó bây giờ là một quán rượu. Chiếc áo dính máu của James đã được gửi đến cho vua Henry VIII bởi hoàng hậu Anh, Catherine của Aragon. Erasmus xây dựng một văn bia cho vua ở Adagia.

## Dị nghị
Tuy nhiên tin đồn vẫn tiếp diễn nhiều năm cho rằng James đã sống sót và đã bị lưu đày, hoặc di hài của ông thực chất được chôn cất tại Scotland, nhưng không có bằng chứng để chứng minh. Hai lâu đài ở Borders Scotland được tuyên bố là nơi an nghỉ thực sự của James. Những câu chuyện này theo truyền thuyết cho rằng, trước khi thua trận tại Flodden, James đã cởi áo choàng của mình để biểu thị rằng ông đã chuẩn bị để chiến đấu như một người bình thường. Cơ thể tại Anh của James IV không có những chuỗi dây xích bên vòng eo của mình. (Vì vậy, một số nhà sử học khẳng định rằng anh bỏ chuỗi của mình trong khi trong phòng ngủ của Lady Heron). Tuy nhiên, Border tuyên bố rằng trong trận Flodden bốn kỵ binh đua nhau thâu tóm xác của vua để giành giải thưởng, vì thế như vậy không thể phép rơi vào tay Anh sau thất bại nhục nhã như vậy, hoặc là nhà vua phải rời khỏi trận chiến hoặc bị giết ngay sau đó. Trong thế kỷ thứ XVIII, khi một cái giếng giếng thời trung cổ được đào lên, có bộ xương của một người đàn ông với một chuỗi xích đeo ở vòng eođã được phát hiện trong một hang động. Thật không may bộ xương này đã biến mất. Một phiên bản khác của câu chuyện này có bộ xương được phát hiện tại Hume một vài năm sau cuộc chiến và tái chôn cất tại Holyrood Abbey. Chính xác cùng một câu chuyện đã được kể cho Roxburgh Castle, bộ xương có phát hiện trong thế kỷ 17..

## Gia quyến
Việc hôn ước của James và Cecily của xứ York có từ năm ông chưa trưởng thành, song cuối cùng hôn lễ bị hủy bỏ, song ông vẫn muốn thành hôn với một phụ nữ Anh.

### Hoàng hậuMargaret

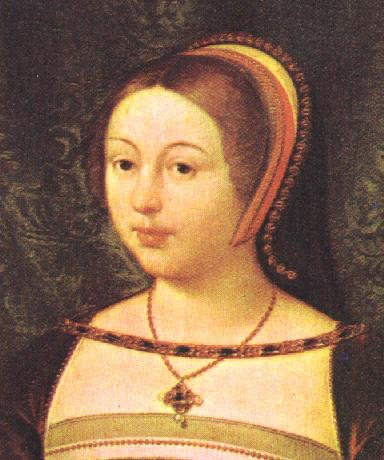
Vương hậu Margaret Tudor (1491 - 1542)

Trong một nghi lễ tại Nhà thờ Glasgow vào ngày 12 thấng 10 năm 1502, James ký Hiệp ước Perpetual Peace với Henry VII, và sau đó ông thành hôn với Margaret Tudor, con gái Henry VII. Lễ cưới diễn ra ở London. Hai người có tổng cộng 4 người còn được chào đời và 2 bào thai chết trong bụng mẹ
- James, Công tước của Rothesay (21 tháng 2 1507, Cung điện Holyrood – 27 tháng 2 1508, lâu đài Stirling)
- Người con gái chết non tại cung điện Holyrood Palace ngày 15 tháng 7, 1508.
- Arthur, Công tước Rothesay (20 tháng 10 1509, Cung điện Holyrood – Lâu đài Edinburgh, 14 tháng 7 1510).
- James V (Cung điện Linlithgow, 10 tháng 4 1512 – Cung điện Falkland, Fife, 14 tháng 12 1542), người con hợp pháp duy nhất sống tới tuổi trưởng thành, và kế vị vua cha.)
- Người con gái chết non tại cung điện Holyrood, tháng 11, 1512.
- Alexander, Công tước của Ross (Lâu đài Stirling, 30 tháng 4 1514 – Lâu đài Stirling, 18 tháng 12 1515), sinh ra sau cái chết của James.

### Tình nhân
James cũng đã có tám người con ngoài giá thú với bốn tình nhân khác nhau:
- Với Marion Boyd:

1. Alexander (c 1493 -. Trận Flodden, 09 tháng 9 1513), Tổng Giám mục của St Andrews.
2. James Stewart (c 1494 -. Chết trẻ)
3. Catherine Stewart (c 1495 -. 1554), kết hôn với James Douglas, Bá tước thứ ba của Morton.

- với Margaret Drummond:

1. Margaret Stewart (sinh vào khoảng 1497), kết hôn với John Gordon, Lord Gordon và Sir John Drummond.

Với Janet Kennedy:
1. James (1499-1544), được phong Bá tước xứ Moray.
2. Margaret, chết trong bụng mẹ.
3. Jane, chết trong bụng mẹ.

- Với Isabel Stewart, con gái của James Stewart, Bá tước thứ nhất của Buchan:

1. Lady Janet Stewart (17 Tháng 7 1502 - 20 tháng 2 năm 1562).